# Photoscotosia trisignata
Photoscotosia trisignata là một loài bướm đêm trong họ Geometridae.